# EHF Challenge Cup 2002/03
Am EHF Challenge Cup 2002/03 nahmen 42 Handball-Vereinsmannschaften teil, die sich in der vorangegangenen Saison in ihren Heimatländern für den Wettbewerb qualifiziert hatten. Es war die 3. Austragung des Challenge Cups. Die Pokalspiele begannen am 4. Oktober 2002, das zweite Finalspiel fand am 3. Mai 2003 statt. Im Finale konnte Skjern Håndbold aus Dänemark seinen Titel gegen AS Filippos Verias aus Griechenland verteidigen.

## Modus
Der Wettbewerb startete mit 10 Spielen in Runde 2. Die Sieger zogen in Runde 3 ein, in der weitere, höher eingestufte, Mannschaften einstiegen. Alle Runden inklusive des Finales wurden im K.-o.-System mit Hin- und Rückspiel durchgeführt. Der Gewinner des Finales war EHF Challenge Cup Sieger der Saison 2002/03.

## Runde 2
|                        | Gesamt |                      | Hinspiel | Rückspiel |
| ---------------------- | ------ | -------------------- | -------- | --------- |
| Team Tvis Holstebro    | 58:39  | Steaua Bukarest      | 32:18    | 26:21     |
| CHEV Handball Diekirch | 63:45  | HC Mamuli Tbilisi    | 28:24    | 35:21     |
| Olimpus-85 Chișinău    | 58:65  | Uniwersytet Homel    | 24:34    | 34:31     |
| IK Sävehof             | 57:56  | Paris Handball       | 30:27    | 27:29     |
| Grótta KR              | 50:42  | HC Browary           | 23:20    | 27:22     |
| Marítimo Funchal       | 47:61  | GAS Kilkis           | 23:30    | 24:31     |
| RK Jug-Zegin Skopje    | 55:59  | Trabzon Belediyespor | 26:26    | 29:33     |
| RK Bosna Sarajevo      | 63:54  | Bologna Handball     | 37:27    | 26:27     |
| TV Suhr                | 80:24  | Batumi Tiflis        | 39:14    | 41:10     |
| HC KAI Zilant Kazan    | 50:48  | UHK West Wien        | 30:23    | 20:25     |

## Runde 3
|                      | Gesamt  |                         | Hinspiel | Rückspiel |
| -------------------- | ------- | ----------------------- | -------- | --------- |
| AS Filippos Verias   | 59:58   | TV Suhr                 | 29:22    | 30:36     |
| HC KAI Zilant Kazan  | 48:55   | HC Hard                 | 23:22    | 25:33     |
| SKIF Krasnodar       | 67:35   | Union Beynoise          | 38:22    | 29:13     |
| Politechnyk Donezk   | 41:60   | Team Tvis Holstebro     | 20:30    | 21:30     |
| Iskra Kielce         | 57:56   | GAS Kilkis              | 25:22    | 32:34     |
| SK Reval Sport       | 31:69   | IK Sävehof              | 16:35    | 15:34     |
| HB Dudelange         | 49:49 * | CHEV Handball Diekirch  | 27:24    | 22:25     |
| Grótta KR            | 46:40   | CD Francisco de Holanda | 24:21    | 22:19     |
| RK Mladost Bogdanci  | 53:55   | RK Bosna Sarajevo       | 24:22    | 29:33     |
| Trabzon Belediyespor | 47:55   | Meran Handball          | 23:26    | 24:29     |
| HC Gračanica         | 47:62   | Aalborg Håndbold        | 25:23    | 22:39     |
| Beşiktaş Istanbul    | 62:50   | Cyprus College          | 37:27    | 25:23     |
| US Créteil HB        | 83:28   | SKA Minsk               | 42:18    | 41:10     |
| Uniwersytet Homel    | 37:68   | GC Amicitia Zürich      | 18:29    | 19:39     |
| Skjern Håndbold      | 51:48   | IFK Skövde HK           | 24:23    | 27:25     |
| Minaur Baia Mare     | 60:48   | Ūla Varėna              | 33:27    | 27:21     |

## Runde 4
|                   | Gesamt  |                        | Hinspiel | Rückspiel |
| ----------------- | ------- | ---------------------- | -------- | --------- |
| Iskra Kielce      | 59:60   | Beşiktaş Istanbul      | 34:28    | 25:32     |
| SKIF Krasnodar    | 53:48   | GC Amicitia Zürich     | 27:23    | 26:25     |
| Skjern Håndbold   | 49:49 * | HC Hard                | 25:21    | 24:28     |
| US Créteil HB     | 49:40   | Team Tvis Holstebro    | 29:20    | 20:20     |
| Minaur Baia Mare  | 50:67   | AS Filippos Verias     | 25:32    | 25:35     |
| Grótta KR         | 50:50 * | Aalborg Håndbold       | 23:20    | 27:30     |
| Meran Handball    | 60:35   | CHEV Handball Diekirch | 29:22    | 31:13     |
| RK Bosna Sarajevo | 46:53   | IK Sävehof             | 26:25    | 20:28     |

## Viertelfinals
|                    | Gesamt |                   | Hinspiel | Rückspiel |
| ------------------ | ------ | ----------------- | -------- | --------- |
| US Créteil HB      | 63:46  | SKIF Krasnodar    | 35:23    | 28:23     |
| IK Sävehof         | 56:50  | Grótta KR         | 34:26    | 22:24     |
| AS Filippos Verias | 65:51  | Beşiktaş Istanbul | 35:18    | 30:33     |
| Meran Handball     | 49:55  | Skjern Håndbold   | 24:25    | 25:30     |

## Halbfinals
|               | Gesamt |                    | Hinspiel | Rückspiel |
| ------------- | ------ | ------------------ | -------- | --------- |
| IK Sävehof    | 51:55  | Skjern Håndbold    | 24:24    | 27:31     |
| US Créteil HB | 50:53  | AS Filippos Verias | 28:22    | 22:31     |

## Finale
Das Hinspiel fand am 26. April 2003 in Veria statt und das Rückspiel am 3. Mai 2003 in Herning. Nach dem ersten dänischen Europapokalgewinn im Jahr zuvor, gelingt Skjern die Titelverteidigung.
|                    | Gesamt |                 | Hinspiel | Rückspiel |
| ------------------ | ------ | --------------- | -------- | --------- |
| AS Filippos Verias | 55:62  | Skjern Håndbold | 30:27    | 25:35     |